# Ґолендзін
Ґолендзін (пол. Golędzin) — село в Польщі, у гміні Закшев Радомського повіту Мазовецького воєводства.
Населення — 331 особа (2011).
У 1975-1998 роках село належало до Радомського воєводства.

## Демографія
Демографічна структура станом на 31 березня 2011 року:
|          | Загалом | Допрацездатний вік | Працездатний вік | Постпрацездатний вік |
| -------- | ------- | ------------------ | ---------------- | -------------------- |
| Чоловіки | 165     | 42                 | 108              | 15                   |
| Жінки    | 166     | 43                 | 85               | 38                   |
| Разом    | 331     | 85                 | 193              | 53                   |